# 金刻獎
金刻獎（英語譯名：Golden Moment Awards），專為臺灣每年一次短影音新媒體網路創作者設置的獎項之頒獎典禮，由不可能影音策略、有玩娛樂以及海納新媒體三大公司聯手擴大舉辦。

## 歷史
金刻獎的前身為白羊獎《序》，是一個專門為短影音創作者所設置的獎項，由不可能影音策略、有玩娛樂、海納新媒體主辦，美加醫美、LINE VOOM協辦，該獎項舉辦一屆後，於2022年起改名為金刻獎至今。
白羊獎《序》（今第1屆金刻獎）於2022年1月23日在臺北市中山區典空間舉辦，並設有21個獎項，典禮主持人為佩佩、木星人，星光大道主持人為串串李川、愛跳舞的Diva。
2023年11月11日，第2屆金刻獎首度開放觀眾入場，並發布金刻獎官方音樂主題曲《Take a second look》。

## 主要活動
| 屆次 | 頒獎日期       | 獎項數 | 主持人             | 主持人           | 舉辦地點                           | 主辦單位                             |
| 屆次 | 頒獎日期       | 獎項數 | 星光大道           | 頒獎典禮         | 舉辦地點                           | 主辦單位                             |
| ---- | -------------- | ------ | ------------------ | ---------------- | ---------------------------------- | ------------------------------------ |
| 1    | 2022年11月     | 20     | 恐龍偶像、纖女凱蒂 | 木星人、佩佩     | 臺北市萬華區WASTER                 | 不可能影音策略、有玩娛樂、海納新媒體 |
| 2    | 2023年11月11日 | 21     | 木星人、佩佩       | 泡泡哥哥、艾莉絲 | 臺北市萬華區WASTER                 | 不可能影音策略、有玩娛樂、海納新媒體 |
| 3    | 2024年10月27日 | 25     | 花生米、Nick老師   | A冷、小宮        | 臺北市大安區國立臺灣大學綜合體育館 | 不可能影音策略、有玩娛樂、海納新媒體 |

## 獎項
部分獎項延續自2022年初舉辦的「白羊獎-序」獎項，由於2022年底改名並擴大舉辦第一屆金刻獎，許多獎項名稱經過重新設計。
| 獎項               | 備註                                             |
| ------------------ | ------------------------------------------------ |
| 最佳搞笑獎         | 2022年「白羊獎-序」獎項 2022年首屆金刻獎延續設置 |
| 最佳舞蹈獎         | 2022年「白羊獎-序」獎項 2022年首屆金刻獎延續設置 |
| 最佳劇本獎         | 2022年「白羊獎-序」獎項 2022年首屆金刻獎延續設置 |
| 最佳烹飪獎         | 2022年「白羊獎-序」獎項 2022年首屆金刻獎延續設置 |
| 最佳戲劇獎         | 2022年「白羊獎-序」獎項                          |
| 最佳歌唱獎         | 2022年「白羊獎-序」獎項                          |
| 父母白養獎         | 2022年「白羊獎-序」獎項                          |
| 最佳演技獎         | 2022年「白羊獎-序」獎項                          |
| 最佳特效獎         | 2022年「白羊獎-序」獎項                          |
| 最佳導演獎         | 2022年「白羊獎-序」獎項                          |
| 最佳攝影獎         | 2022年「白羊獎-序」獎項                          |
| 最佳剪輯獎         | 2022年「白羊獎-序」獎項                          |
| 最佳新人獎         | 2022年「白羊獎-序」獎項                          |
| 最佳feat獎         | 2022年「白羊獎-序」獎項                          |
| 最佳商業置入獎     | 2022年「白羊獎-序」獎項                          |
| 最佳女創作者獎     | 2022年「白羊獎-序」獎項                          |
| 最佳男創作者獎     | 2022年「白羊獎-序」獎項                          |
| 年度最佳影片獎     | 2022年「白羊獎-序」獎項                          |
| 最佳外交獎         | 2022年「白羊獎-序」獎項                          |
| 最佳大外宣獎       | 2022年「白羊獎-序」獎項                          |
| 最佳乾爹獎         | 2022年「白羊獎-序」獎項                          |
| 最佳迷因獎         | 2022年首屆金刻獎設置                             |
| 最佳聲林獎         | 2022年首屆金刻獎設置                             |
| 最佳怪美獎         | 2022年首屆金刻獎設置                             |
| 最佳飯罪獎         | 2022年首屆金刻獎設置                             |
| 最佳顏質獎         | 2022年首屆金刻獎設置                             |
| 最佳流量密碼獎     | 2022年首屆金刻獎設置                             |
| 最蝦幹片獎         | 2022年首屆金刻獎設置                             |
| 最佳反轉獎         | 2022年首屆金刻獎設置                             |
| 最佳對嘴獎         | 2022年首屆金刻獎設置                             |
| 最佳變裝獎         | 2022年首屆金刻獎設置                             |
| 年度最佳出國巡迴獎 | 2022年首屆金刻獎設置                             |
| 年度最佳跟風獎     | 2022年首屆金刻獎設置                             |
| 年度最佳合作獎     | 2022年首屆金刻獎設置                             |
| 年度最佳商業短片獎 | 2022年首屆金刻獎設置                             |
| 年度最佳原創獎     | 2022年首屆金刻獎設置                             |
| 年度最佳金刻獎     | 2022年首屆金刻獎設置                             |
| 最佳癮音獎         | 2023年第二屆金刻獎設置特別獎項                   |

## 入圍暨得獎名單
以表示得獎者。

### 第一屆
| #  | 獎項               | 入圍（依照筆畫排序） |
| -- | ------------------ | --- |
| 1  | 年度最佳金刻獎     | - 木星人MuSingxer ｜20秒迷因大禮包??#台灣迷因 - 我是小張｜雞飛蛋打 - 周俐兒Riel｜滑走你就草率了 - 嗨我是梵君aka君城武｜這就是超模臉 That’s Model Face - 毓.ʋᐛﾉ｡｜From the 背 - 彌樂｜身為員工都要有一個強大的靠山 |
| 2  | 年度最佳原創獎     | - 恐龍偶像｜責任 - 曾憲莫 A.mo Tseng｜名產校園槍擊案 - 萌獸麥可｜養了2年的羊駝麥可今天被逐出家門 - 嘴巴閉閉｜滾出去不要再回來了 - 纖女凱蒂｜凱蒂房仲又來啦～超貴透天厝！！ 要不要買！？ |
| 3  | 年度最佳商業短片獎 | - 美食先生-麥克｜台南網美餐廳 花樓三店 - 池里 𝔸𝕝𝕚 ｜有妹子就是香 @pinkfunofficial #PINKFUN #可以呀 #Kya #520遇見愛 - 恐龍偶像｜設備使用過量 - 嗨我是梵君aka君城武｜在補習班常見的幾種學生 - 嗨我是梵君aka君城武｜他說話沒溫度了… |
| 4  | 年度最佳合作獎     | - 木星人MuSingxer ｜成功洗腦炎亞綸？！被黃金右手攻擊好幸福？#憫農 #น้ําแดงน้ําส้ม #炎亞綸 #MyBae #520遇見愛 @炎亞綸 Aaron Yan - 木星人MuSingxer ｜短短30秒 從認識到失戀….#騷擾創作者 #生活系列 #這群人 - 花生米｜這招你學會了嗎 - 恐龍偶像｜集團的戰爭 - 黑糖鮮茶｜阿不然你是在嗶—嗶嗶— @tai4_korean                                               |
| 5  | 年度最佳跟風獎     | - Lin chia ling 林嘉凌 薔薔 Maze｜百分百女人的努力 - 木星人MuSingxer ｜領取您的「迷因大禮包2」??#台灣迷因 - 用影像說故事Lima｜如何成為一名國際超模—GUCCI - 長笛姐姐Lily Flute｜直笛芭比Q了！ - 嘴巴閉閉｜狗都抱來給我這個？ |
| 6  | 年度最佳出國巡迴獎 | - 混混翠比Trinity（18）｜結束 可以走了嗎？May you leave now? #littlebrother #姐弟日常 #翠弟 - 嗨我是梵君aka君城武｜這就是超模臉That’s Model Face - 嗨我是梵君aka君城武｜口罩先給我戴好…Wait…where is your mask? - 維多衣衣YiYi｜搭頭等艙還敢給我拍手啊 - 嘴巴閉閉｜滾出去不要再回來了                                                         |
| 7  | 最佳劇本獎         | - 木星人MuSingxer ｜預判了我的預判?#霸道總裁 #演唱會 #浪費時間 @marrrz23 - 盲人菲妮(Fanny)｜盲人戀愛時第三集 - 恐龍偶像｜母親節陪你媽媽、阿嬤了嗎？ - 凱恩NN｜當飲料店店員遇到Dora - 嗨我是梵君aka君城武｜他說話沒溫度了… |
| 8  | 最佳變裝獎         | - 用影像說故事Lima｜哈利波特 - 阿聲JJChristine｜時尚媽抖？ - 昭昭Zhao｜影片最後是哪位？ - 維多衣衣YiYi｜萬聖節燒傷變裝 - 耀耀｜我媽揮空我給100分 |
| 9  | 最佳對嘴獎         | - ✟ · 𝙆𝙞𝙣𝙖𝙠𝙤 · ✟ ｜人生很糟，但還算過得去。 - ✟ · 𝙆𝙞𝙣𝙖𝙠𝙤 · ✟ ｜Meangirls第一彈（友愛同學?) - Tiffany Yang｜覺得麻煩就不用了啦 - 用影像說故事Lima｜魔鏡夢遊-紅心皇后 - 維多衣衣YiYi｜誰說我都靠濾鏡的！ |
| 10 | 最佳反轉獎         | - H JC｜情侶之間的小情趣-角色扮演 #shorts - Kathy \| Visual Content Creator ｜幕後花絮 - 黃導爆爆｜救命啊…我就問…這到底誰發明? 後勁太強…….. - 纖女凱蒂｜先生！戴口罩！！！ - 纖女凱蒂｜當你送熱情朋友回家時～～說的再見是馬上見 |
| 11 | 最蝦幹片獎         | - 太榮｜這跳舞怎麼這麼難 - 嗨我是梵君aka君城武｜That’s Model’s Life這就是超模的生活 - 精神小妹米可｜我都有回答醫生的話啊 - 嘴巴閉閉｜可以伸縮，很寬鬆～ - 嘴巴閉閉｜闆娘只怕衣服賣不出去不怕被打 |
| 12 | 最佳流量密碼獎     | - 嗨我是梵君aka君城武｜這就是超模臉 That’s Model Face - 你的安安｜認真不好拍的一部啊啊～ - 耀耀1｜燈泡棒棒糖 - 木星人MuSingxer ｜成功洗腦炎亞綸？！被黃金右手攻擊好幸福？ - ivy三寶媽｜愛你又紅起來了是吧～ |
| 13 | 最佳顏值獎         | - 毛克利的毛（毛毛）｜難得的跳舞影片來啦！ - 我是小張｜雞飛蛋打 - 嗨我是梵君aka君城武｜這就是超模臉 That’s Model Face - 毓.ʋᐛﾉ｡｜我以為我媽在看我#06#fyp#草稿 - 毓.ʋᐛﾉ｡｜#06#fyp#taiwan |
| 14 | 最佳舞蹈獎         | - Lala｜再挑戰一次 - 白菜 Diva｜找帥哥路人跳性感舞蹈 - 姐姐不上鏡｜插兜舞 - 湯學長｜舞出自己 - 毓.ʋᐛﾉ｡｜From the 背 |
| 15 | 最佳知識獎         | - 法律白話文運動 plainlaw.me｜性愛影片被散播，我該怎麼辦 - 盲人菲妮(Fanny)｜盲人點鈔卡 - 毒蕭律師｜正當防衛 - 苔式韓文（海苔）｜台語和韓文發音超像！阿嬤不敢相信怒嗆 - 戴蒙老闆好機車｜今天是什麼神車? |
| 16 | 最佳搞笑獎         | - 我是小張｜只要我不尷尬 尷尬的就是阿伯 - 凱恩NN｜當面試官遇到五月天 - 黃導爆爆｜救命啊…我就問…這到底誰發明? 後勁太強…….. - 嗨我是梵君aka君城武｜這就是超模臉 That’s Model Face - 嘴巴閉閉｜你才全家漂亮 |
| 17 | 最佳飯罪獎         | - NanaQ｜自律三餐｜獨立自煮的女生一天吃什麼 - NanaQ｜200卡大份量墨西哥捲餅 - William Amy威廉艾米｜當滷肉飯「肉太少」Taiwanese Braised Pork Rice - William Amy威廉艾米｜「或許是時候離開」-越南風厚切豬肉湯粉 My Bún tươi dish with Thick sliced Pork. 「Thick sliced pork noodle soup」 - 嗨我是梵君aka君城武｜不小心煮出超好喝的阿嬤香菇雞湯 |
| 18 | 最佳怪美獎         | - 火雞阿郭｜新手妝容分享 - 下巴妹妹sister｜可惡有色差 - 阿聲 JJChristine｜畫出有效妝容 - 昭昭Zhao｜我考考你，「頭戴著金絲身穿花花衣」的上一句是什麼？ - 維多衣衣YiYi｜萬聖節燒傷變裝 |
| 19 | 最佳聲林獎         | - 木星人MuSingxer ｜有故事？？#我是如此相信 - 串樂隊｜各種速度很快字很多的歌 - 周俐兒Riel｜開聲音滑走就草率了 - 周俐兒Riel｜滑走你就草率了 - 恐龍偶像｜歌手最高殿堂 |
| 20 | 最佳迷因獎         | - Nick老師｜國際紳士 - un.dogdog｜回不去了 - 水雞哥-AKA永和檳榔王｜水母斷頭 - 肌肉萌男｜蹦蹦蹦比利蹦蹦 - 崴崴｜感謝他還是幫我拍完了 |

### 第二屆
| #  | 獎項               | 入圍（依照筆畫排序） |
| -- | ------------------ | --- |
| 1  | 年度最佳金刻獎     | - 太平洋爛妮｜因為有比前女友更重要的人在我面前 - William Amy 威廉艾米｜月底就吃泡麵吧滿漢大餐「蔥燒豬肉麵」 - 張洋洋洋｜一悲接著一悲 - Kathy Creator｜Selfie cat - 美姬｜殭屍大改造 |
| 2  | 年度最佳原創獎     | - A冷｜用安卓錯了嗎 - 戴蒙老闆好機車｜猴子神車入圍 - 手癢計劃 Soya’s Plan｜浪漫男友真懂我 - 黃博｜Manson超人，無所不能。（捕魚篇） - 張洋洋洋｜一悲接著一悲 |
| 3  | 年度最佳商業短片獎 | - Krask 高興& Dino 李玉璽｜超犀力之實用男子防身術 - 有特色的帥哥｜才O過人？ - 肉比頭Zoebitalk｜新北最新景點！假日旅遊踏青首選～超高CP值！新北市美術館 - 嘴巴閉閉｜有這樣的太太你幾點回家？？ - 云｜15秒帶你逛完Uniqlo                                                                                         |
| 4  | 年度最佳合作獎     | - 曉澄同學｜回覆 @djdadamix 聽媽媽的話！#挑戰 #搞笑 #初戀搖 - 曉澄同學｜你懂什麼？#挑戰 #搞笑 #好了啦 - 黃導爆爆｜味道會跑掉?(咦~) #後勁很強 #搞笑視頻 #搞笑 #funny #黃導爆爆 #看一遍笑一遍 - 黃導爆爆｜金馬獎影后看不見！？#後勁很強 #搞笑視頻 #黃導爆爆 #金馬獎 #影后 #路人反应 - 胖虎｜多謝～              |
| 5  | 年度最佳跟風獎     | - 戴蒙老闆好機車｜當男人過了20歲 - 新加坡商蝦皮娛樂電商有限公司台灣分公司｜錢錢的微笑 - Nick老師｜該換新手機桌布了? - 我是允奕啦！｜喝 長大了！ #高中生活 #宜蘭高中 #流量 #推薦 #長大了 - 玥見｜2022抖音梗合輯                                                                                                |
| 6  | 年度最佳出國巡迴獎 | - 云｜不工作了，我要去日本！ - 云｜睡吧 我把太陽關掉了 - Nick老師｜跳舞機器人-梅根!? - 曉澄同學｜萬物皆可搖！讓我們一起花園搖#挑戰 #搞笑 #花園搖 - Kathy Creator｜Selfie cat |
| 7  | 最佳劇本獎         | - 阿趁A-Chen｜被動隱形，當你借朋友錢要跟他討的時候會觸發 - 新加坡商蝦皮娛樂電商有限公司台灣分公司｜低成本出國 - 新加坡商蝦皮娛樂電商有限公司台灣分公司｜2023上半年迷因大集合 - 手癢計劃 Soya’s Plan｜最討厭遇到的狀況 - 床編故事 Bad Time Stories｜筷子插在飯上｜床編故事                                     |
| 8  | 最佳變裝獎         | - 昭昭Zhao｜這裡是鵝山，你失蹤的地方 - 昭昭Zhao｜原本是想拿電火布貼身上的 - 用影像說故事Lima｜紙嫁衣 - 用影像說故事Lima｜《阿凡達：水之道》礁人族酋長妻-洛納 - 胖虎｜《如何成為國際超模》PRADA |
| 9  | 最佳對嘴獎         | - ✟ · Kinako · ✟｜MEANGIRLS 開學日！ - Andre Carrillo 柯穎安｜女兒直播炫富 嗆 【窮人買不起】惹眾怒 / Girl Flaunts Her Wealth at Poor People - TinaC｜小時候身邊有沒有同學也都會講：告老師 - ✟ · Kinako · ✟｜挑戰角色轉換 Switching between characters - 何蕾伊菈｜BE YOUR TRUE COLORS 自由的做自己吧          |
| 10 | 最佳反轉獎         | - 手癢計劃 Soya’s Plan｜浪漫男友真懂我 - Nick老師｜意外中的意外 - Evan 蔡潁農｜跟朋友街邊打賭，小賭怡情，大賭移民。 - Wendy｜我是不能被取代的 - 張權仁 :: 西街先生｜臥底三角錐 |
| 11 | 最蝦幹片獎         | - 妙Meow｜《水の工匠》 - 新加坡商蝦皮娛樂電商有限公司台灣分公司｜陳粽葉粽會 - 新加坡商蝦皮娛樂電商有限公司台灣分公司｜瑪卡巴卡 - gbyezen｜別人整骨VS我的整骨 - 黃博｜Manson超人，無所不能。（捕魚篇） |
| 12 | 最佳流量密碼獎     | - 崩壞的英文老師｜可以外帶嗎 - 泥泥Janie｜理髮師福利時間？ - 恐龍偶像｜告白弟弟 第二集 - TinaC｜穿這樣怎麼做家事 - 下流歐巴｜我越來越喜歡街頭訪問了 |
| 13 | 最佳顏值獎         | - ✟ · Kinako · ✟｜滿分 - RAiN｜自己玩 - 小徐｜有這樣的同桌，你上學還賴床不？ - 太平洋爛妮｜因為有比前女友更重要的人 在我面前#太平洋爛妮 - QUNJIA 群佳車業｜換機油小case啦 |
| 14 | 最佳舞蹈獎         | - 娣奇D7｜來了我推的D7露比已上線！ 【推しの子】踊ってみた - 黑糖鮮茶｜猜猜看手裡的是什麼～ #100天日更挑戰 - 築夢者國銓｜這樣老師幾點上課 - 曉澄同學｜繼續給我初戀搖起來！#挑戰 #搞笑 #初戀搖 - Krask 高興｜(G)I-DLE – Nxde Dance Cover                                                                        |
| 15 | 最佳知識獎         | - 戴蒙老闆好機車｜年輕人應該要知道的北宜公路 - 法律白話文運動｜這年齡能抽煙 不能買房？ - 肉比頭Zoebitalk｜武界三秘境大公開！ 小哈尤溪、一線天、彩色版濁水溪 - 工具王阿璋｜iPhone通話超強功能 - 優尼客啦｜晃管是什麼？#挑戰 #搞笑 #馬戲 #uni優尼客                                                             |
| 16 | 最佳搞笑獎         | - A冷｜每次都有人不同意 - 小尾巴｜有什麼推薦的嗎 - 有特色的帥哥｜各種花式給一星 - 黃博｜Manson超人，無所不能。（捕魚篇） - 曉澄同學｜謝謝叔叔#挑戰 #搞笑 |
| 17 | 最佳飯罪獎         | - 7-eleven 統一超商｜7-11的星級饗宴品牌 - 肉比頭Zoebitalk｜《美食環島x新竹》尋找竹北的美食綠洲？6間IG網友募集美食隱藏地表最強湯包？ - 智明Jimmypsd｜讓肚子環遊世界要花多少錢？ - 智明Jimmypsd｜在台南吃一天冷門美食要花多少錢？ - 日本男子的日式家庭料理 TASTY NOTE｜來一客料亭神級吃法，加了高湯包世界就變了 |
| 18 | 最佳怪美獎         | - 昭昭Zhao｜小可愛進化史 - 用影像說故事Lima｜我不是你的芭比女孩 - 用影像說故事Lima｜女孩們 愛自己 做自己 - 下巴妹妹sister｜普通女孩如何把握黃金十年 - 美姬｜殭屍大改造 |
| 19 | 最佳聲林獎         | - 串樂隊｜烏梅手機來了 - 唱跳藥師奶酪糕｜我的字典裡沒有愛 - 大寶 DaBao｜你留言我寫歌EP.2 - 尼娜Nina｜店員竟然加我的賴了！ - 尼娜Nina｜我從來沒有寫過台語歌 |
| 20 | 最佳迷因獎         | - 戴蒙老闆好機車｜當男人過了20歲 - 新加坡商蝦皮娛樂電商有限公司台灣分公司｜偷刷媽媽的卡 - 麥克嘔巴｜資訊量過大 - 艾德｜我的改變你看得見 #上推薦通知我 - 喝奶茶就烙賽｜就跟你說不要了 |
| ★  | 最佳癮音獎         | - 新店肥勇俊｜我想知道歌名 - 尼娜Nina｜謝謝你恨我 - 尼娜Nina｜我們到底算什麼？ - 彥麟｜我只能說太容易了 @晨悠CHENYO #最佳癮音獎 #晨悠 #彥麟 - 苔式韓文（海苔）｜仿韓劇 我們到底算什麼？ - 最佳癮音獎 人氣獎，得獎名單詳見資訊！點我 （页面存档备份，存于）                                                    |

### 第三屆
| #  | 獎項                 | 入圍（依照筆畫排序） |
| -- | -------------------- | --- |
| 1  | 年度最佳金刻獎       | - Alex 艾尼｜我選擇了旅行，你們呢 - A冷｜下次可以再說清楚一點嗎 - Howwork X 六指淵｜I Fixed Zoro’s Broken Sword ! - Redemption｜讀賣巨人台灣試合熱身賽（？）台日棒球交流。 - 尼卡巴卡｜第一次看到海龜下蛋！ |
| 2  | 年度最佳短影劇獎     | - 白菜Diva｜那些年追的男孩 - 妙Meow｜《和嬸婆兒子唱K》 - 凱恩NN｜買早餐送八點檔 - 華森｜有一天我陪朋友去見女網友，沒想到因此踏上了不歸路… - 蝦皮購物Shopee｜超強歐爸！霸氣登場 |
| 3  | 年度最佳原創獎       | - A冷｜絕對不能輸 - Howwork X 六指淵｜Teaching a dog how to dance! - 尼卡巴卡｜第一次看到海龜下蛋！ - 我屬馬｜公司出現喪屍，老闆奮不顧身保護我們 - 張洋洋洋｜成人展 |
| 4  | 年度最佳商業短片獎   | - A冷｜小時候最愛吃的零食 #浪味仙 - A冷｜買它後鄰居不會再來抗議了 - 土豆 \| 豆柴 \| 冠廷｜Toodle x @voicetube_tw - 土豆 \| 豆柴 \| 冠廷｜Toodle x #繼光香香雞 - 沒有營養的生活智慧王｜那天我遇到了完美女孩 稍微搭訕了她 於是我們更認識彼此 |
| 5  | 年度最佳合作獎       | - 4yo｜居？不下的天～后～ - Dcard Video｜台灣女僕 VS 天津女僕 - 左近視右閃光｜再這樣又摟又抱的小心給你顏色瞧瞧 - 恐龍偶像｜街頭嗆人攝影師 #恐龍偶像 - 蝦皮購物Shopee｜Damn到Damn的Dman員好像有點眼熟 |
| 6  | 年度最佳跟風獎       | - Howwork X 六指淵｜I Fixed Zoro’s Broken Sword ! #netflix #One Piece - 小鼠｜聽說這個最近蠻紅的 跟風一下 @小昌 @試著讓自己感動 - 妙Meow｜《Haikyuu！摔！》 - 庭柔｜老情侶日常ep.52 腦筋急轉彎 你的主情緒是誰呢? - 蝦皮購物Shopee｜Damn到Damn的Dman員好像有點眼熟 |
| 7  | 年度最佳國際獎       | - Howwork X 六指淵｜I hate video that waste my time! - Howwork X 六指淵｜This is how Taiwanese people make bubble tea! - Maggie Sun \| 孫名妤｜彈一首 @jaychou 的稻香給大家聽 - Davio｜是選自己想穿的？ rate the look - 洪維尼｜史上最準的預言 |
| 8  | 年度最佳企業天花板獎 | - D+AF｜一進公司就變老婆婆模式…有誰也一樣嗎底下+1 - 禿頭型男_ken哥｜幼稚園女童禿頭被霸凌？太生氣了 - TY｜這是我拍的第一個畫一筆系列，謝謝漁港阿北給我搭訕的勇氣還有滿滿的靈感也謝謝大家支持 - 蝦皮購物Shopee｜沒錯，蝦皮總部就是全台最大的養蝦場。 - 蝦皮購物Shopee｜2023最狂迷因大亂鬥！！！                                                                                               |
| 9  | 年度最佳個人特色獎   | - 11｜原來我不是醜 只是剛好還沒輪到我的長相變成流行而已 - 玥見｜我的紅心A呢？ - 洪維尼｜丟給你那個想買房的朋友 - 恐龍偶像｜街頭嗆人攝影師 - 築夢者 夸克波波｜愛特你的兄弟 看這砲你頂不頂的住？ |
| 10 | 年度最佳社會貢獻獎   | - 派瑞 Perry Green｜這位賣花的阿嬤，你/妳有注意過嗎？ - SATOSHI｜阿嬤67歲了 她比較喜歡別人叫她阿姨 她很親切愛聊天 找她按摩都會一直拿糖果餅乾給你吃 - 土豆 \| 豆柴 \| 冠廷｜The ending will surprise you. - 尼卡巴卡｜塑膠吸管BAD - 禿頭型男_ken哥｜女客人分享落髮經驗，看完有改變你的想法嗎？                                                                                               |
| 11 | 最佳顏值獎           | - kinako｜：都是騙人的吧！^^ - KIRE 凱爾｜每天起床還是會告訴自己我是個創作歌手不是神父 - 小諾ɴᴜᴏɴᴜᴏ｜本日穿搭。 - 虎妞｜Man吧！ - 陳怡君｜拍時尚大片背後的心酸 |
| 12 | 最佳技能發揮獎       | - Howwork X 六指淵｜I hate video that waste my time! - 子葉 ZY｜沐 MUSE｜從過年放到現在的年糕 - 岱妤 DY｜連假結束趕著去上班 - TY｜這是我拍的第一個畫一筆系列，謝謝漁港阿北給我搭訕的勇氣還有滿滿的靈感 - 愛麗絲氛圍插畫｜用一個顏料畫龍年春聯 |
| 13 | 最佳親子互動獎       | - Chu Yun｜如何讓小孩扮自己私心想要的角色呢～ - CN吳承恩｜「母親節企劃-挑戰把53歲媽媽改造成大學生」 - 苔式韓文 （海苔）｜又來突擊海苔的阿嬤家 - 蔡阿嘎｜5歲的小孩真難拐！無情拆穿聖誕老公公是假的啦！ - 蕾菈 Lyla｜儘管沒有父親的稱謂 在朝夕相處的時光裡 也漸漸產生了名叫愛的能量 |
| 14 | 最佳景點介紹獎       | - Alex 艾尼｜我選擇了旅行，你們呢 - Gene (基因)｜勇士岩 - 肉比頭｜新竹超爽約會一日遊！美食美景超好玩情侶天堂(?)一次開箱！ - 西西歪｜80年前二戰時期的秘密！ Day21 我們在Kinabatangan - 肯吉老王｜肯吉老王自製 切地瓜環島地圖 |
| 15 | 最佳享受生活獎       | - Redemption｜讀賣巨人台灣試合熱身賽（？）台日棒球交流。 - 吳立謙｜窮遊但很快樂啦 - 良成｜以後知道面對日本人要說什麼了 - 禮物研究所｜幕後的大師 總共包了130顆 我大概包了20顆 整個都在抖… - 難搞公主雯雯｜人生很苦，但可以選擇自己的快樂 |
| 16 | 最佳卡點獎           | - 大頭佛工作室｜上海city walk #你敢不敢9 #翹班出國 #中國上海組 - 六艾司 a.k.a. 小冰 Lilice｜這個Insta360 Ace Pro的拍攝的創意，是在我腦袋裡假設出的腳本，然後我就把他拍出來了！ - 用影像說故事️Lima｜Lima穿她的新衣ིྀ 我的表情包 Lima wears her new clothes. My emoji 第一支用相機拍攝的化妝流來惹！ - 嘉嘉在倫敦｜「雅思是你看世界的門票，不要放棄」 - 嘎嫂二伯｜12/08久違的冬天睡衣新品上架囉 |
| 17 | 最佳擦邊獎           | - Jmo Finger｜手機殼完美契合 perfect match - True 濕奶酪糕｜#hotdog #emotion #boys #delicious #cook #rabbitboy - Davio｜再幫我燙ㄧ下 - 三度｜Mr.Dodo 第五集 「按摩師Dodo」 - 御姐強尼｜如果我是上班族你們喜歡嗎 |
| 18 | 最佳探店獎           | - 派瑞 Perry Green｜小時後聽到「活到老學到老」覺得好累，長大後聽到「活到老做到老」開始覺得好有智慧。 - Alex 艾尼｜你知道高雄最好玩的遊樂園嗎 - 呂 曉澄｜《Yo Bro 大陸尋奇4》#大陸尋奇 #粥餅倫 #粥餅輪 #周杰倫 #周杰倫演唱會 - 哩賀阿嬤｜店家邀請翻桌 #哩賀阿嬤 #有利脆皮豬 #新竹 #西大路 #全台最大脆皮豬工廠 - 超 強 René｜義大利人都說讚的披薩店 Solo pizza                                |
| 19 | 最佳街訪獎           | - 派瑞 Perry Green｜給予別人的讚美永遠不嫌多 Compliments to others are never too much - 4yo｜因為我來了EP.7 - Renato Tsai｜阿嬤的怨恨真的很大 - 恐龍偶像｜遇到充滿愛心的生命勇者 - 黃琳媛𝑨𝒍𝒍𝒚｜這男神的肚皮太絕了！！ 隱藏在餐飲科裡的帥哥終於被找到 |
| 20 | 最佳頭上鏡頭獎       | - Ivy三寶媽｜請廣大的網友幫我出出主意，看這樣是要給他跪算盤還是榴槤 - 王 亦彤｜黑貓宅急便缺人嗎？ - 妙Meow｜《和嬸婆兒子唱K》 - 苡露のりか｜如何成功召喚貓咪 ˙Ⱉ˙ฅ - 蝦皮購物Shopee｜陳語彤！你真的很誇張！等我回家好好處理你！ |
| 21 | 最佳電競獎           | - 我是蛞蝓欸｜不看完真的虧爛 金珍妮頭號粉絲在此 - 兔子神德凱ヾ(｀・ω・´)ノ｜我這成就不是你能定論的 - 彥麟 Game｜一群演員假好人！#蛋仔派對 #蛋仔社媒創作者激勵計畫 #尋秘狂歡節 - 紅妝 Bonnie｜我好像很擅長模仿～(⁰▿⁰) - 築夢者 太陽(傳說大師)｜挑戰最佳模仿大師 |
| 22 | 最佳反轉獎           | - A冷｜下次可以再說清楚一點嗎 - 土豆 \| 豆柴 \| 冠廷｜Toodle x @voicetube_tw - 土豆 \| 豆柴 \| 冠廷｜Toodle x #繼光香香雞 - 尼卡巴卡｜塑膠吸管BAD - 妙Meow｜《意外出道》希望大家可以pick我，謝謝！ |
| 23 | 最佳知識獎           | - Chairman椅人｜【坐輪椅之後要怎麼開車？腳放上去就好囉（誤）】腳不能動還能開車？讓我來告訴你！ - zoebitalk肉比頭｜必看60秒濃縮出國秘訣！帶長輩出國『這個』必帶？！ - 一諾不是千金eno｜日本旅遊好用到哭的APP 快分享給要去日本的朋友吧～ - 笙闆｜好像滿多人都會沐浴乳加水，你也是嘛? xD - 雪倫的隱藏版生活｜哪些行業也讓你們很好奇呢？#美廉社                                                 |
| 24 | 最佳音響獎           | - KIRE 凱爾｜每天起床還是會告訴自己我是個創作歌手不是神父‍ - Shawn尚融｜2024 流行歌 be like : - 六艾司 a.k.a. 小冰 Lilice｜沒什麼好說的，做音樂做到插管，還是要把Cover幹出來！ - 黃右年｜做一個最棒的總結，發完這三首歌，心裡平靜了許多 - 黃明志｜這是我第二次跟黃秋生大哥，應該說是“大飛哥”合作，來致敬我們逝去的古惑青春                                                                    |
| 25 | 最佳迷因獎           | - Dcard Video｜一個比一個還會cos （最後爆掉 - Maggie Sun \| 孫名妤｜Rapping in 22 languages 給過嗎 - 尼卡巴卡｜第一次看到海龜下蛋！ - 洪維尼｜丟給你那個想買房的朋友 - 蝦皮購物Shopee｜這不能怪我吧…明明就一樣><喵...嗚嗚...喵… |

## 外部連結
- 金刻獎官方網站 （页面存档备份，存于）
- 金刻獎的Instagram帳戶
- YouTube上的金刻獎 GOLDEN MOMENT AWARDS頻道